# Utricularia kumaonensis
Utricularia kumaonensis — вид рослин із родини пухирникових (Lentibulariaceae).

## Біоморфологічна характеристика
Це однорічна епіфітна літофітна чи наземна рослина. Ризоїди і столони капілярні, прості. Пастки на ризоїдах і столонах, на ніжках, яйцеподібні, ≈ 1 мм. Листки нечисленні, біля основи квітконіжки розеткові, на ніжках, голі; пластинка широко-зворотно-яйцювата, кругла чи ниркоподібна, 2–6 × 1.5–3 мм, плівчаста, основа широко клиноподібна, край цілісний, верхівка закруглена. Суцвіття прямовисні, 2–7 см, 1–3-квіткові, голі. Нижня частка чашечки довгаста, значно менша за верхню частку; верхня частка ≈ 2 мм; віночок білий, з прикореневою жовтою плямою і ліловими часточками на нижній губі, 3–5(7) мм. Коробочка косо яйцеподібна, 2–2.5 мм. Насіння кілька в коробочці, яйцеподібне, ≈ 0.5 мм, з пучком волосків на кожному кінці, волоски зазвичай довші за тіло насіння.

## Поширення
Цей вид є ендеміком Гімалаїв — Китай, Індія, Бутан, М'янма, Непал.
Цей вид росте наземно або епіфітно в гірських лісах, а також на мохових каменях, скелях і болотах; на висотах від 2250 до 4200 метрів.